# 维克托·迪克

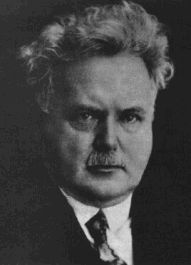

维克托·迪克（捷克語：Viktor Dyk，1877年12月31日—1931年5月14日），捷克著名的诗人、散文家、剧作家、政治家和律师。后在卢帕德岛（Lopud）附近的海域里游泳时因心不全猝死。